# Burlesque on Carmen
Burlesque on Carmen (Parodia de Carmen) es un mediometraje mudo estadounidense con dirección de Charles Chaplin y actuación suya y de Edna Purviance. Fue estrenado el 18 de diciembre de 1915.
Otra versión más larga de la película, en cuyo montaje ya no intervino Chaplin, fue estrenada el 22 de abril de 1916.

## Sinopsis
Una seductora gitana es enviada para convencer a un oficial de policía de que permita el paso de una partida de contrabando.

## Reparto
- Charles Chaplin: Darn Hosiery.
- Edna Purviance: Carmen.

- Jack Henderson:[3] Lillas Pastia.

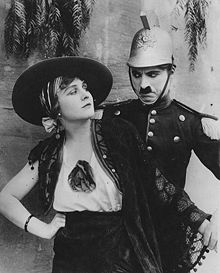
Edna Purviance y Chaplin.

- Leo White: Morales, oficial de la guardia.
- John Rand:[4] Escamillo, el torero.
- May White:[5] Frasquita.
- Bud Jamison: un soldado de la guardia.
- Lawrence A. Bowes:[6] una gitana.
- Frank J. Coleman:[7] un soldado.

## Comentario sobre el proceso de montaje
Carmen era una ópera muy popular en ese momento. El 31 de octubre de 1915 se había estrenado una versión fílmica dirigida por Cecil B. DeMille, y esa fue una de las razones por las que Chaplin decidió crear su propia versión en comedia. El montaje no lo realizó Chaplin, ya que al dejar la compañía le dejó a la productora una película de dos bobinas que la empresa convirtió en otra de cuatro bobinas que reestrenó en abril de 1916. Esta versión, que es la que se conoce actualmente, empeoró sin duda el resultado final con el alargamiento. Chaplin intentó una acción judicial contra la productora alegando que había modificado su obra y esta contrademandó reclamando indemnización invocando que no había entregado el número de películas comprometidas.

## Crítica

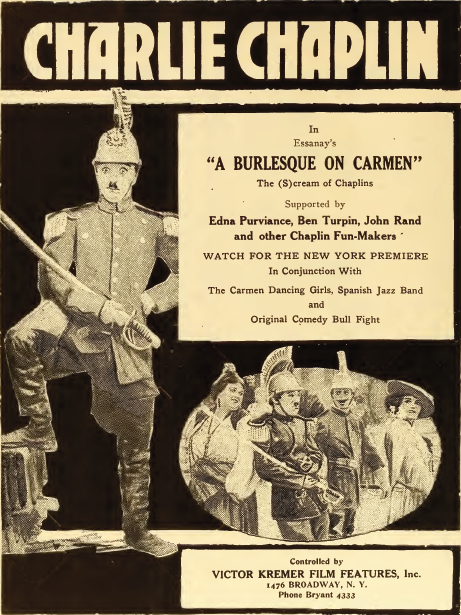
Anuncio en The Film Daily (vol. 9. 1919).

La película es considerada la más mediocre de la etapa de Chaplin con Essanay, y tal vez se deba a que Chaplin no trabajó a partir de su propio argumento, sino de la obra de otro. La mejor escena es la del duelo, sucesivamente transformado en baile, partido de billar y en lucha, realizada al mejor estilo de Chaplin, como si se tratara de un sketch con un humor perfecto. El baile sobre la mesa, la escena de la puerta que es empujada de nuevo por los asaltantes una vez que ya están en la plaza, la huida de Charlot, son excelentes tramos. Está toda la España de la ópera: toreros, contrabandistas, dragones, cigarreras, seguidillas y serenatas. Los decorados son estilizados dentro del mismo espíritu paródico. Pero la película se aparta de la línea habitual del personaje de Charlot, y seguramente por eso seduce menos.